# Régiments d'infanterie français d'Ancien Régime (U)
Cet article présente la liste des régiments d'infanterie français d'Ancien Régime, commençant par la lettre U.

## U
- Régiment d'Uhland 

C'est l'ancien régiment de Trefferd, qui est renommé « régiment d'Uhland » après avoir été donné en 1711 à N. d'Uhland. Engagé dans la guerre de Succession d'Espagne, il est licencié en 1712.
- Régiment d'Urban (1625-1626)

Ce régiment est levé le août 1625 par le baron d'Urban dans le cadre de la répression de la deuxième rébellion huguenote. Il sert en Languedoc et est licencié en mai 1626 après la signature du traité de Paris.
- Régiment d'Urban (1706-1710)

Ce régiment est levé le 4 février 1706 par N. d'Urban. Engagé dans la guerre de Succession d'Espagne il sert dans les garnisons de Flandre. Il prend le nom de régiment d'Ambres après avoir été donné en 1710 à Daniel François de Gelas de Voisins, chevalier d'Ambres.
- Régiment d'Urbelière

Le régiment est levé le 20 septembre 1627 par N. du Fresne d'Urbelière dans le cadre de la répression de la troisième rébellion huguenote. Il participe au siège de La Rochelle et est réformé en novembre 1628 après la capitulation de la cité protestante.
- Régiment d'Urfé

Ce régiment est levé le 29 avril 1625, par Honoré d'Urfé dans le cadre de la guerre de Trente Ans. Il sert en Piémont et est licencié en mai 1626. Rétabli le 27 mars 1630 par Charles-Emmanuel de Lascaris, marquis d'Urfé, il est réformé en 1631. Rétabli le 8 juillet 1635 il sert en Italie puis il est licencié en 1642.
- Régiment d'Ussel

C'est l'ancien régiment de Saillant, qui est renommé « régiment d'Ussel » après avoir été donné le 2 avril 1712 à N. d'Ussel. Engagé dans la guerre de Succession d'Espagne il est licencié en 1714.
- Régiment d'Ussy

C'est l'ancien régiment de Provenchères, qui est renommé « régiment d'Ussy » le 19 janvier 1706 après avoir été donné à Pierre-Jean de Carcavy d'Ussy. Engagé dans la guerre de Succession d'Espagne, il sert dans les lignes de la Lauter jusqu'en 1709, effectue la campagne de 1710 en Flandre et revient en 1711 dans les lignes de la Lauter. Il est incorporé le 21 janvier 1714 dans le régiment de Champagne.